# Encyklopedia powszechna Ultima Thule
Encyklopedia Powszechna Ultima Thule – polska encyklopedia, wydawana w latach 1927–1939 przez wydawnictwo Ultima Thule, pod redakcją Stanisława Franciszka Michalskiego (od 1935, współredaktorem był Juliusz Wiktor Gomulicki). Najobszerniejsza polska encyklopedia międzywojenna. Do roku 1939 ukazało się dziewięć tomów (litery A-Spa).

## Zawartość
Wydano w sumie 10 tomów, T.1 (A - Bhagalpur), T.2 (Bhagavadgita - Delboeuf), T.3 (Delbrück - Garnier), T.4 (Garnieryt - Instancja), T.5 (Insterburg - Koreccy), T.6 (Korek - Mako), T.7 (Makolągwa - Obra), T.8 (Obrabiarki - Q), T.9 (S - Spa), do roku 1939 ukazało się dziewięć tomów (litery A-Spa). Druk 10. tomu przerwał wybuch drugiej wojny światowej. Dodatkowo ukazało się sześć uzupełniających zeszytów.
Encyklopedia objęta była w 1951 roku zapisem cenzury w Polsce, podlegała natychmiastowemu wycofaniu z bibliotek.